# ロック・ザ・ネイションズ
『ロック・ザ・ネイションズ』（Rock the Nations）は、イングランドのヘヴィメタル・バンド、サクソンが1986年に発表した8作目のスタジオ・アルバム。

## 背景
オリジナル・ベーシストのスティーヴ・ドーソン脱退後に制作されたアルバムだが、収録曲「ランニング・ホット」の作曲クレジットには、ドーソンの名前が記載されている。ボーカリストのビフ・バイフォードは、本作のレコーディングではベースも兼任したが、本作のクレジットでは、ドーソンの後任ベーシストであるポール・ジョンソンの名前が記載された。
「ロックン・ロール・パーティー」と「ノーザン・レイディ」にはエルトン・ジョンがゲスト参加した。バイフォードによれば、当時ジョンも同じスタジオでレコーディングを行っており、プロデューサーの紹介によって本作のレコーディングに参加したとのことで、後年のインタビューでは「彼のスタイルとは全然違う音楽で演奏してもらえるなんて、クールになるだろうと思ったよ。実際、彼はクールだった」と振り返っている。

## 反響・評価
全英アルバムチャートでは3週トップ100入りし、最高34位を記録した。本作からの先行シングル「ウェイティング・フォー・ザ・ナイト」は全英シングルチャートで66位に達し、続く「ロック・ザ・ネイションズ」は80位、「ノーザン・レイディ」は91位に達した。
Eduardo Rivadaviaはオールミュージックにおいて5点満点中2点を付け、全体像に関して「前作ほどヘヴィでなく、サクソンの作品の中では特に没個性である」と評し、唯一の聴き所として「ロックン・ロール・パーティー」におけるエルトン・ジョンの演奏を挙げている。また、酒井康は『BURRN!』1986年12月号のレヴューで100点満点中71点を付け「もっと幅広い層にウケたいとうのがミエミエ」「A2では昔の精気みたいなものを取り戻しているとは思うけど、アイアン・メイデンやラットのように、サクソンも定番でいてほしかった」と評している。

## 収録曲
特記なき楽曲はビフ・バイフォード、グラハム・オリヴァー、ポール・クィン、ナイジェル・グロックラーの共作。
1. ロック・ザ・ネイションズ - "Rock the Nations" - 4:41
2. バトル・クライ - "Battle Cry" - 5:26
3. ウェイティング・フォー・ザ・ナイト - "Waiting for the Night" (Biff Byford, Nigel Glockler) - 4:52
4. ヒア・トゥ・ロック - "We Came Here to Rock" - 4:19
5. ノー・エンジェル - "You Ain't No Angel" - 5:29
6. ランニング・ホット - "Running Hot" (B. Byford, Graham Oliver, Paul Quinn, N. Glockler, Steve Dawson) - 3:36
7. ロックン・ロール・パーティー - "Party 'til You Puke" - 3:26
8. エンプティ・プロミセス - "Empty Promises" - 4:11
9. ノーザン・レイディ - "Northern Lady" - 4:43

### 2010年リマスターCDボーナス・トラック
1. "Chase the Fade" (G. Oliver, P. Quinn) - 2:32
2. "Waiting for the Night (7" Single Edit)" (B. Byford, N. Glockler) - 4:12
3. "Northern Lady (7" Single Edit)" - 3:57
4. "Everybody Up (Live in Madrid)" (B. Byford, S. Dawson) - 3:37
5. "Dallas 1pm (Live in Madrid)" (B. Byford, G. Oliver, P. Quinn, S. Dawson, Pete Gill) - 6:34
6. "Power and the Glory (BBC Live at Reading Rock Festival 1986)" (B. Byford, G. Oliver, P. Quinn, S. Dawson) - 6:52
7. "Rock the Nations (BBC Live at Reading Rock Festival 1986)" - 4:49
8. "Waiting for the Night (BBC Live at Reading Rock Festival 1986)" (B. Byford, N. Glockler) - 4:34

## 参加ミュージシャン
- ビフ・バイフォード - ボーカル、ベース
- グラハム・オリヴァー - ギター
- ポール・クィン - ギター
- ポール・ジョンソン - ベース
- ナイジェル・グロックラー - ドラムス

アディショナル・ミュージシャン
- エルトン・ジョン - キーボード(on #7, #9)